# Synodontis polyodon
Synodontis polyodon là một loài cá da trơn bơi lộn ngược và còn là loài đặc hữu của Gabon. Nó thường xuất hiện ở lưu vực sông Ogowe. Vào năm 1895, nó được nhà động vật học người Pháp Léon Vaillant mô tả dựa trên hình dáng của mẫu vật được phát hiện ở sông Ogooué gần Adouma, Gabon. Tên loài là "polyodon", với từ Hy Lạp poly có nghĩa là "nhiều", còn odon có nghĩa là "răng", cái tên này ám chỉ số lượng răng của loài cá này.

## Mô tả
Cơ thể của nó có màu hơi nâu nâu và có những vết đốm màu tối tạo thành 4 hoặc 5 đường ngang.
Tương tự như nhiều loài trong chi Synodontis, loài cá này có gai nhọn (vốn là xương của nó) gắn với phần xương sọ cứng phía trên, và nó còn có thể mở rộng ra khi chúng mở mang. Cái gai này thì có văn, sọc, đường khía, dài và mảnh. Tia vây đầu tiên của vây lưng thì mặt trước nhẵn, còn mặt sau thì có răng cưa. Phần ngạnh ngực thì dài như phần đầu có răng cưa ở cả hai bên, nhất là bên trong. Vây đuôi thì tách ra làm 2 phần rất rõ ràng. Hàm trên có những cái răng hình nón, ngắn, còn hàm dưới thì có 75 cái răng được sắp xếp hành một chuỗi dài.
Synodontis polyodon có một cặp râu ở hàm trên, kéo dài qua phần ngạnh và hai cặp râu ở hàm dưới thì phân nhánh. Chiều dài của loài cá này khi trưởng thành có thể đạt đến 31,4 cm (12,4 in).
Tình trạng bảo tồn của loài cá này theo như Liên minh Bảo tồn Thiên nhiên Quốc tế là ít được quan tâm.
Trong tự nhiên, chúng sống ở những vùng nước ngọt thuộc khí hậu nhiệt đới, như lưu vực sống Ogowe ờ Gabon là một ví dụ.